# Epiphone Sheraton
De Epiphone Sheraton is een thinline semi-hollow body elektrische gitaar. Hoewel de Sheraton en haar varianten allen geïntroduceerd zijn nadat Gibson het bedrijf had overgenomen, is Epiphone de eigenlijke producent.

## Geschiedenis
Toen Epiphone nog in handen was van Frixo Stathopoulo, was het een van de marktleiders van hollow-body- en archtopgitaren. De gitaren van het bedrijf waren van zo een hoge kwaliteit dat ze de vergelijking met die van Gibson konden doorstaan. Tot 1957 was Epiphone dan ook een van Gibsons meest gevreesde concurrenten. De dood van Stathopoulo in 1957 luidde het einde in van Epiphone's onafhankelijkheid en het bedrijf werd verkocht aan Gibson. In 1958 begon Gibson dan haar Epiphone lijn van Epiphone semi-hollow gitaren uit te breiden. Ze herwerkten Epiphone's oude Century archtop tot een thinline elektrische gitaar, uitgerust met een P-90 gitaarelement. Hierop volgde een introductie van een dubbele humbucker, double-cut thinline 1959, die de naam Sheraton meekreeg.

## Ontwerp
Gibson ontwierp de body van de Sheraton op basis van hun populaire ES-335 model. De gitaar had dezelfde vorm met dubbele hoorns als de 335 en de elektronica bevond zich op ongeveer dezelfde plaats. De Sheraton had ook een ingelijmde hals (set neck), zoals gebruikelijk was bij Gibsons gitaren. De Sheraton onderscheidde zich echter door zijn Frequensator staartstuk, terwijl Gibsons 335 meestal een stop tail-staartstuk of een vibrato staartstuk had. Ook de inleg van de Sheraton was uniek. Gibson gebruikte hiervoor namelijk meestal een stip, een blok of een dubbele trapezium inlay, maar de Sheraton had een blok-met-driehoek inleg.

## Sheraton II
De Epiphone Sheraton II werd later geïntroduceerd en had maar twee significante verschillen met zijn voorganger: het Frequensator tail-piece was vervangen door een vastgemaakte stop bar en er werden PAF-humbuckers in plaats van mini-humbuckers gebruikt. De Sheraton II werd een veel groter succes dan het origineel. Epiphone maakt ook een hoogwaardige 'elitist' versie van de Sheraton, die eigenlijk een kruising is tussen de originele Sheraton en de Sheraton II: de gitaar heeft zowel de New York mini humbuckers van de eerste als de stop bar van de laatste. De Sheraton II onderscheidt zich van de Epiphone Dot (een Epiphone variant van de ES335) doordat de hals van de Sheraton II van esdoorn-hout is gemaakt terwijl die van de Dot van Mahonie-hout is. Dit geeft zowel een ander gevoel als andere klankeigenschappen.
Originele Sheratons zijn op dit moment een zeldzaamheid. De Sheraton II is echter nog altijd in productie, en dus vrij beschikbaar. In 2000 heeft Epiphone een speciaal model van de Sheraton onthuld, die de handtekening van John Lee Hooker droeg.

## Gebruik door muzikanten
The Sheraton werd gebruikt door Noel Gallagher, de gitarist van Oasis. Maar de Sheraton en Sheraton II waren vooral de favoriete gitaren van blueslegende John Lee Hooker.
Ezra Koenig, zanger/gitarist van Vampire Weekend, speelt ook op een Epiphone Sheraton.
Ted Leo, van de groep Ted Leo and the Pharmacists, speelde ook op een Sheraton uit de jaren 80, net zoals Chloe Cravatte van Cravattes Fame. Ook Ben Nichols van Lucero speelt vooral op Sheraton IIs.
De favoriete gitaar van Matthew Followill, de leadgitarist van Kings of Leon, is een Sheraton uit '83.